# Мосамедіш
Мосамедіш (порт. Moçâmedes, у 1985—2016 використовувалась назва Намібе (порт. Namibe) — місто в Анголі.
Місто Мосамедіш знаходиться в південно-західній частині Анголи, на її атлантичному узбережжі. Адміністративний центр провінції Намібе. Океанічний порт, третій за величиною в Анголі після столичного, Луанди, і Лобіту. Чисельність населення становить 150 тисяч чоловік. Заснований португальцями в 1840 році. У місті розташований Аеропорт ім. Юрія Гагаріна.
У роки Громадянської війни в Анголі внутрішні райони провінції Намібе контролювалися загонами УНІТА, у той час як місто Намібе і узбережжі провінції знаходилося в руках урядових військ. У 1981–1985 роках провінція Намібе піддавалася нападам регулярних військ ПАР, відбиті ангольським військами з радянською і кубинською військовою допомогою.
Однією з головних визначних пам'яток району Намібе є реліктова пустельна рослина Вельвічія.

## Клімат
Місто знаходиться у зоні, котра характеризується кліматом помірних степів та напівпустель. Найтепліший місяць — березень із середньою температурою 24.4 °C (76 °F). Найхолодніший місяць — липень, із середньою температурою 16.7 °С (62 °F).
| Клімат Мосамедіша       | Клімат Мосамедіша | Клімат Мосамедіша | Клімат Мосамедіша | Клімат Мосамедіша | Клімат Мосамедіша | Клімат Мосамедіша | Клімат Мосамедіша | Клімат Мосамедіша | Клімат Мосамедіша | Клімат Мосамедіша | Клімат Мосамедіша | Клімат Мосамедіша | Клімат Мосамедіша |
| Показник                | Січ.              | Лют.              | Бер.              | Квіт.             | Трав.             | Черв.             | Лип.              | Серп.             | Вер.              | Жовт.             | Лист.             | Груд.             | Рік               |
| Абсолютний максимум, °C | 32                | 34                | 35                | 38                | 37                | 38                | 29                | 28                | 27                | 31                | 32                | 33                | 38                |
| Середній максимум, °C   | 26                | 28                | 28                | 27                | 25                | 22                | 20                | 21                | 22                | 23                | 25                | 26                | 25                |
| Середня температура, °C | 22                | 24                | 24                | 22                | 20                | 17                | 16                | 17                | 18                | 19                | 21                | 21                | 20                |
| Середній мінімум, °C    | 18                | 20                | 20                | 18                | 15                | 13                | 13                | 13                | 15                | 16                | 17                | 17                | 16                |
| Абсолютний мінімум, °C  | 13                | 14                | 12                | 11                | 10                | 8                 | 6                 | 8                 | 8                 | 12                | 11                | 12                | 6                 |
| Норма опадів, мм        | 0                 | 10                | 10                | 10                | 0                 | 0                 | 0                 | 0                 | 0                 | 0                 | 0                 | 0                 | 60                |
| Днів з дощем            | 0                 | 1                 | 1                 | 1                 | 0                 | 0                 | 0                 | 0                 | 0                 | 0                 | 0                 | 0                 | 7                 |
| Вологість повітря, %    | 77                | 76                | 75                | 77                | 78                | 82                | 82                | 82                | 80                | 80                | 77                | 76                | 79                |
| ----------------------- | ----------------- | ----------------- | ----------------- | ----------------- | ----------------- | ----------------- | ----------------- | ----------------- | ----------------- | ----------------- | ----------------- | ----------------- | ----------------- |
| Джерело: Weatherbase    |                   |                   |                   |                   |                   |                   |                   |                   |                   |                   |                   |                   |                   |